# Língua itawis
Itawis (também Itawit ou Tawit conf. endônimo) é uma língua do norte Filipinas falada pelo povo Itawis e está intimamente relacionada ao Ibanag e ao  Ilocano.

## Falantes
Itawis é falado pelo povo Itawis do norte de [Luzon]], que habita as províncias do vale de Cagayan. Seu alcance vai até os rios Chico e Matalag. Diz-se que o idioma está enraizado na cidade de Tuao. Em muitas cidades desses rios, os Itawis são encontrados com os Ibanags, e falam Ibanag, bem como um exemplo de adaptação linguística. Os oradores de Itawis e Ibanag podem se entender facilmente por causa do estreito relacionamento de seus idiomas. Os Itawis estão linguística e culturalmente muito relacionados à língua ibanag.

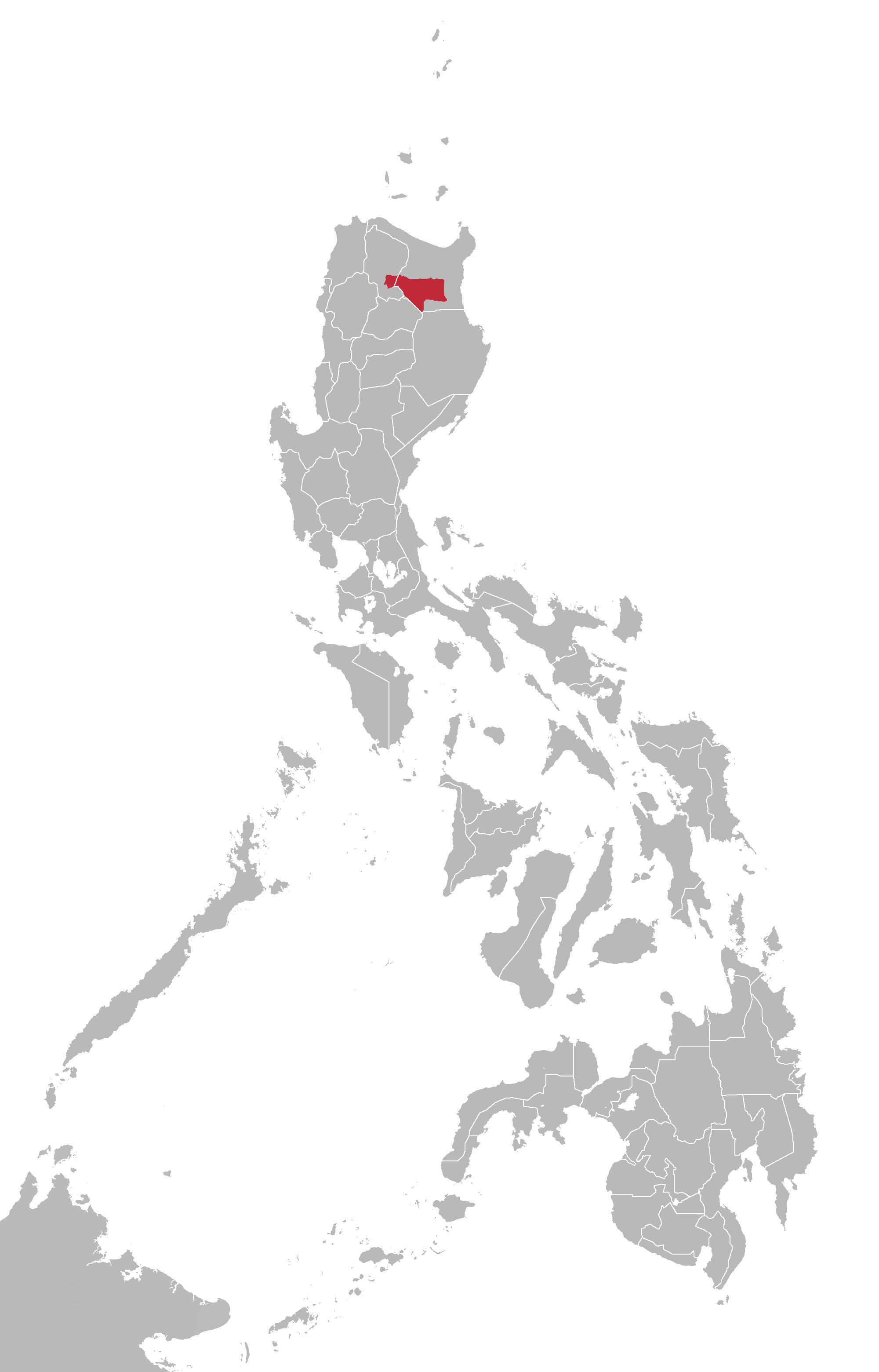
Mapa da língua de Itawis de acordo com os mapas Ethnologue

A língua Itawis é classificada como uma língua Malaio-Polinésia, um subgrupo das línguas austronésias. Durante o período pré-colonial das Filipinas, muitas palavras foram emprestadas do espanhol para substituir as que não existiam na língua de Itawis. Uma dessas palavras é lamesa, que significa “a mês”, pois o povo de Itawis não comia nas mesas, que mais tarde foram introduzidas pelos espanhóis.
Na cidade de Rizal, Cagayan, um idioma chamado Malaueg é falado por um grupo de pessoas com o mesmo nome. Ainda não está claro se Malaueg é uma língua distinta ou não, porque sua proximidade com Itawis pode torná-lo um dialeto deste último.

## Dialetos
Os dialetos são "Malaueg" e "Rizal"

## Fonologia

### Consoantes
|                       | Bilabial | Bilabial | Dental | Dental | Pós- alveolar | Pós- alveolar | Palatal | Palatal | Velar | Velar | Glotal | Glotal |
| --------------------- | -------- | -------- | ------ | ------ | ------------- | ------------- | ------- | ------- | ----- | ----- | ------ | ------ |
| Nasal                 |          | m        |        | n      |               |               |         |         |       | ŋ     |        |        |
| Oclusiva              | p        | b        | t      | d      |               |               |         |         | k     | g     | ʔ      |        |
| Africada              |          |          |        |        |               | dʒ            |         |         |       |       |        |        |
| Fricativa             | f        | v        | s      | z      |               |               |         |         |       |       | h      |        |
| Aproximante (Lateral) |          |          |        |        |               |               |         | j       |       | w     |        |        |
| Aproximante (Lateral) |          |          | l      |        |               |               |         |         |       |       |        |        |
| Vibrante              |          |          |        | ɾ      |               |               |         |         |       |       |        |        |

Itawis e Gaudang são línguas filipinas que não apresentam a alofonia [ɾ]-[d]

### Vogais
|         | Anterior | Central | Posterior |
| ------- | -------- | ------- | --------- |
| Fechada | ɪ        |         | u         |
| Medial  | ɛ        |         | o         |
| Aberta  |          | a       |           |